# Саптариши
Саптари́ши, также Саптарши (санскр. सप्तर्षि IAST: saptarṣi «семь мудрецов»), — индийское название семи мифических мудрецов, так называемых риши (рши).
Уже «Ригведа» повествует о семи главных «великих» риши. Там они носят эпитет «божественных», «отцов» и упоминаются заодно с богами. Определённых имён у них ещё нет. В «Шатапатха-брахмане» они уже индивидуализируются и получают имена. В пуранах Ваю и Вишну к семи риши прибавляется ещё по одному. Позднее в число великих Риши заносятся ещё законодатель Ману, поэты Вальмики и Вьяса, Гаутама и другие.
«Вишну-пурана» делит всех риши на три класса:
- царственные риши, как Вишвамитра,
- божественные риши или полубоги, как Нарада,
- Риши-брахманы — сыновья Брахмы, как Васиштха и другие.

Духовные сыновья Брахмы именуются Манаса-путра (санскр. Mânasâ-putras = «сыновья духа») (см. параллели с зороастрийскими Амеша-Спента, «бессмертные святые»). Они считаются творцами Вселенной и прародителями всех ныне живущих.
К очень древним чертам семи Риши принадлежит их отождествление с семью звёздами Большой медведицы, основанное, может быть, на созвучии слов «рши» (rshi — «провидец», «мудрец») и «rksha» («медведь», ср. греч. άρκτος, лат. ursus). Отсюда и предание, что Риши были прежде медведями.

## Священные тексты
Ранний список семерых риши даётся в «Джайминия-брахмане» (2.218-221): Васиштха, Бхарадваджа, Джамадагни, Гаутама, Атри, Вишвамитра и Агастья.
В «Брихадараньяка-упанишаде» (2.2.6) Агастья заменяется Атри.
В более поздней «Гопатха-брахмане» (1.2.8) говорится о девяти риши: Васиштха, Бхарадваджа, Джамадагни, Гаутама, Атри, Вишвамитра, Гунгу, Агастья и Кашьяпа.

### «Вишну-пурана»
По «Вишну-пуране» их имена: Крату, Пулаха, Пуластья, Атри, Ангирас, Васиштха и Бхригу (XXI.28).
Затем от сосредоточившегося (Брахмы) родились наделённые  разумом потомки — их тела и способности возникли от телесной (сущности Брахмы).
От членов мудрого (бога) появились «познавшие поле». Это я уже поведал ранее. Все они, боги и другие существа, а также неподвижные (предметы) пребывали как вместилище трёх гун.
Но, поскольку эти существа, движущиеся и неподвижные, не размножались, мудрый (бог) сотворил иных, наделенных разумом сынов, подобных себе.
(Эти) — наделённые разумом Бхригу, Пуластья, Пулаха, Крату, а также Ангирас, Маричи, Дакша, Атри и Васиштха. (VII.1-5)